# Doris Fleischman
Doris Elsa Fleischman Bernays, née à New York le 18 juillet 1891 et morte à Cambridge le 10 juillet 1980, est une journaliste et essayiste américaine, responsable des relations publiques et militante féministe. Elle est membre de la « Lucy Stone League », un groupe qui encourageait les femmes à conserver leur nom après le mariage. Elle a été la première femme mariée à se voir délivrer un passeport américain à son nom de jeune fille, Doris Fleischman, en 1925.

## Biographie
Doris Fleischman naît à New York, le 18 juillet 1891, l'une des trois enfants du procureur Samuel Fleischman et Harriet Rosenthal Fleischman,.
Doris Fleischman fait ses études à la Hunter Normal School, puis elle obtient son diplôme de fin d'études secondaires à la Horace Mann School en 1909. Elle s'inscrit au Barnard College dont elle est diplômée en philosophie, psychologie et anglais en 1913. En 1917, Fleischman participe au premier défilé de la paix des femmes à New York, New York. Elle s'engage à la même époque au sein du mouvement en faveur du droit de vote des femmes.
Elle épouse Edward Bernays, doublement neveu de Martha Freud et de Sigmund Freud. Sa fille aînée, Anne Bernays (en), est écrivaine et éditrice.

## Carrière et publications
Après avoir obtenu son diplôme de Barnard, Fleischman a écrit pour la page féminine du New York Tribune en 1913 avant d'être promue rédactrice adjointe du dimanche, où elle est la première femme à rendre compte d'un match de boxe. Elle aborde différents thèmes comme la cuisine, la mode, les femmes à la maison, les femmes au travail, les femmes en guerre et les efforts du mouvement féministe et du mouvement pour le suffrage des femmes. Elle quitte le New York Tribune en 1916. Elle est embauchée par Edward L. Bernays en tant que rédactrice dans son agence de relations publiques en 1919. En 1920, la National Association for the Advancement of Colored People (NAACP), qui tient sa convention annuelle dans le sud des États-Unis et craint des réactions négatives, voire violentes localement, fait appel à l'agence Bernays. Cette convention en particulier était extrêmement importante, car c'était la première à se tenir sous la ligne Mason-Dixon,. Doria Fleischman s'installe à Atlanta, durant la semaine qui précède le congrès, et rencontre les autorités locales et les éditeurs de presse, pour aider à apaiser une situation tendue. Edward Bernays la rejoint durant la convention, et grâce à leurs activités, cette dernière obtient une couverture médiatique positive.
Doris Fleischman épouse Edward Bernays en 1922, et devient partenaire à part entière au sein de l'entreprise, puis elle devient vice-présidente de la nouvelle Fondation Edward L. Bernays en 1946.
En 1927, Doris Fleischman rejoint le Woman Pays Club. Ce club, créé en 1919, invite des conférenciers à parler de la lutte contre les préjugés contre les femmes. Fleischman écrit sur les problèmes des femmes pour des publications nationales, notamment dans les magazines Ladies 'Home Journal et American Mercury. Elle publie en 1928 An Outline of Careers for Women: A Practical Guide to Achievement . Elle a écrit un chapitre pour le livre de Fred J. Ringel, America as Americans See It, et a décrit le travail des femmes dans et hors du cadre domestique. En 1939, elle évoque l'importance des femmes dans le travail domestique lors d'une conférence sur le travail des femmes à la maison. Elle publie un article intitulé « Notes of a Retiring Feminist », dans American Mercury en 1949, qu'elle signe de son nom Doris Fleischman Bernays.
Elle rejoint en 1950 la Lucy Stone League (en), comme vice-présidente et travaille avec Jane Grant, Doris Stevens, Anna M. Kross et Fannie Hurst. Elles mènent des recherches sur la rémunération des femmes et la place des femmes dans l'économie américaine,. Elle publie ses mémoires, A Wife Is Many Women, en 1955. Doris Fleischman et son mari s'installent en 1962 à Cambridge, où vivent leurs deux filles.
Doris Fleischman rejoint en 1971 la sororité Theta Sigma Phi (en),.
Elle écrit des critiques littéraires pour le Worcester Sunday Telegram et publie à compte d'auteur un fascicule de poésies intitulé Progression en 1977.
Doris Fleischman meurt d'un accident vasculaire cérébral à Cambridge, le 10 juillet 1980.